# 圖約翰斯 (馬里蘭州)
圖約翰斯（英語：Two Johns）是位於美國馬里蘭州加羅林縣的一個非建制地區。

## 地理
圖約翰斯所處的海拔為高於海平面7米（即23英呎），而該地所採用的時區為UTC-5，即北美东部時區（EST）。同時該地設有夏令時間，為UTC-5調快一小時，即UTC-4（EDT）。